# Tanzania Railways Corporation
La Tanzania railways corporation est une entreprise d'état chargée de gérer la partie de l'ancien réseau des EAR située sur le territoire national. Le reste du réseau tanzanien est géré par la TAZARA

## Origines

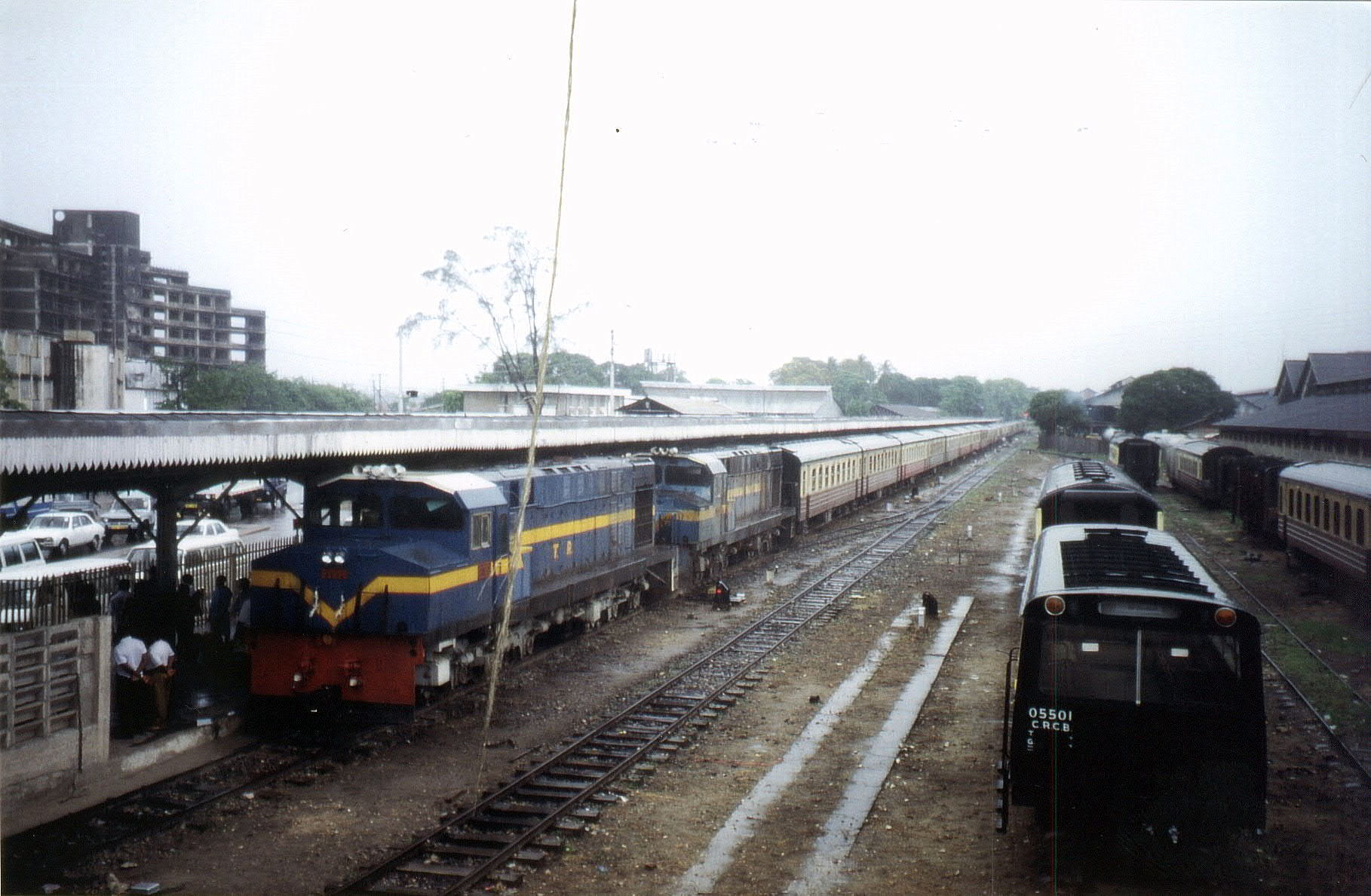
La gare de Dar es Salaam

La Tanzania railways corporation est créée par acte présidentiel du 27 juillet 1977 et prend en charge les 2 600 kilomètres de ligne établies en voie métrique à compter du 21 octobre 1977. Elle est placée sous la responsabilité directe du ministre des Transports. Le 23 juillet 1988, le ministre des Finances lui transfère également les anciennes activités annexes des EAR (services routiers, services hôteliers, et ferrys sur les lacs Victoria et Tanganyka)

## Le réseau
La ligne centrale relie Dar es Salaam à Kigoma et est complétée d'une autre ligne reliant Tanga à Arusha. Ces deux lignes sont unies par une transversale nord-sud Korogwe-Morogoro. La ligne principale comprend plusieurs embranchements, dont l'un vers le lac Victoria où les ferrys permettent une connexion avec les chemins de fer de l'Ouganda. À l'époque de l'EAR, un embranchement partait de la ligne principale vers le nord pour se raccorder au réseau kényan.
Les connexions avec la ligne du TAZARA, avec rupture de charge due à la différence d'écartement, existent à Dar es Salaam et Kidatu.

## Services
Il existe quatre classes pour les voyageurs :
- 1re et 2e classe couchettes
- 2e classe assise
- 3e classe

## Accidents
Le pays a connu la troisième pire catastrophe des chemins de fer africains le 24 juin 2002 : 281 personnes sont mortes dans le train d'Igandu.

## Privatisation
Diverses procédures de restructuration sont engagées à partir de 1990. Les services hôteliers sont rapidement franchisés à des tiers. Les services de navigation sont privatisés et cédés à la Marine services company limited le 21 juin 1999. L'entreprise n'est plus censée s'occuper que du chemin de fer.
Le consortium indien RITES Ltd. a remporté l'appel d'offres lancé par la commission pour la réforme des entreprises d'État. Il doit devenir concessionnaire des services ferroviaires voyageurs et marchandises du pays pour 25 ans à partir du mois d'août 2007.